# La Chunga
Micaela Flores Amaya (Marsella, 1938-3 de enero de 2025) popularmente conocida como «La Chunga» fue una bailadora y pintora naíf hispano-francesa.

## Biografía
Nació de cuna gitana, sus padres eran inmigrantes andaluces gitanos en Francia. Nació en Marsella (1938) y cuando más o menos tenía un año la familia vuelve a Barcelona. Empezó a bailar en "Ca la Rosita", Bodega de El Paralelo, local muy conocido por los gitanos de la época donde se realizaban fiestas y verbenas. Luego siguió por distintos bares de su barrio en Barcelona. Fue allí donde la descubre Paco Rebés, en una de sus improvisadas actuaciones callejeras. Se convierte así en su padrino y protector, quien hará de ella una bailaora de renombre llevándola bajo la tutela de la mejor instructora del momento en la Ciudad Condal. Rebés es consciente de que el antedicho número de la rumbita catalana – que le da la fama danzando salerosamente despojada de sus zapatos -, no basta para cerrar un programa.

## Trayectoria
Fue musa artística de escritores como Blas de Otero, Rafael Alberti, José Manuel Caballero Bonald o León Felipe y de varios pintores como Picasso, Dalí o Francisco Rebés, quien la catapultó como figura atrayente de intelectuales. Fue él quien la animó a pintar y expuso sus obras de estilo naïf en ciudades como París o Madrid.
Pastora Imperio la contrató en 1956 como bailaora y, gracias a Ava Gardner, intervino en dos películas de Hollywood. El empresario Sullivan la presentó en Las Vegas, participa en varios programas de televisión estadounidenses y actúa en Nueva York y México. Desde entonces viaja en numerosas giras por todo el mundo e interviene en varias películas como La cogida y la muerte. Se casó con el director de cine José Luis Gonzalvo, director de una de las películas en las que actuó y con quien tuvo tres hijos, Curro, Luis y Pilar.
Es prima de las bailaoras Carmen Amaya, la capitana, y de Remedios Amaya, la pescaílla.

## Filmografíaparcial
- De espaldas a la puerta (1959). De José María Forqué.
- El último verano (1961). De Juan Bosch.
- Ley de raza (1969). De José Luis Gonzalvo.
- Nosferatu a Venezia (Nosferatu, príncipe de las tinieblas, 1988). De Augusto Caminito.

## Premios
- Medalla de Oro del Círculo de Bellas Artes de Madrid.
- Medalla Oro de la Asociación de la Prensa de Sevilla.
- Trofeo Delfín de Alicante.
- Premio del Ayuntamiento de Alicante.
- Premio Cidale de los Almendros.